# Neil Tovey
Neil Robert Tovey (ur. 2 lipca 1962 w Pretorii) – południowoafrykański piłkarz grający na pozycji obrońcy. Grał m.in. w AmaZulu FC i Kaizer Chiefs. 52 razy zagrał w reprezentacji swojego kraju.